# Porta Ticinese

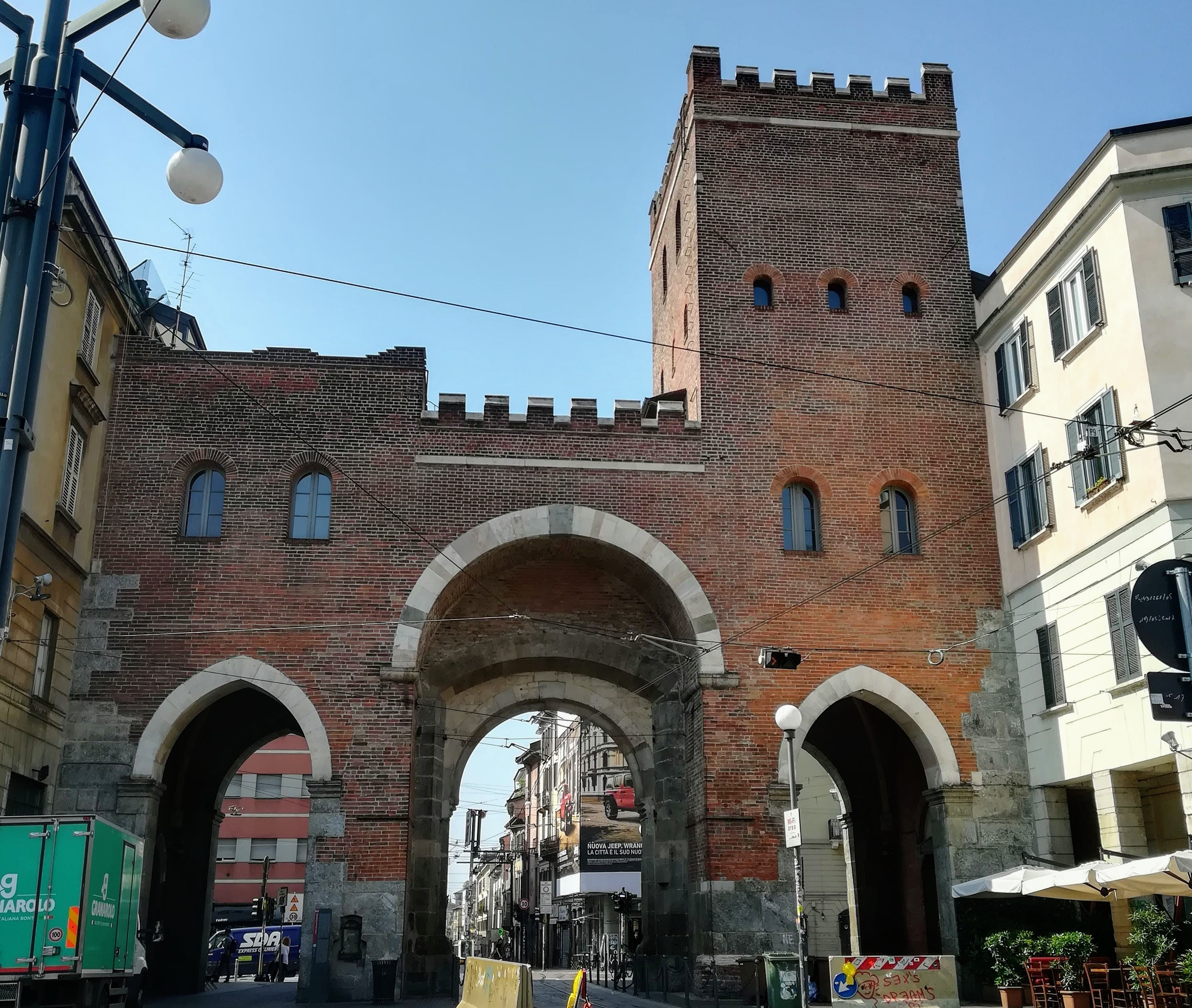
XII-wieczna brama Porta Ticinese

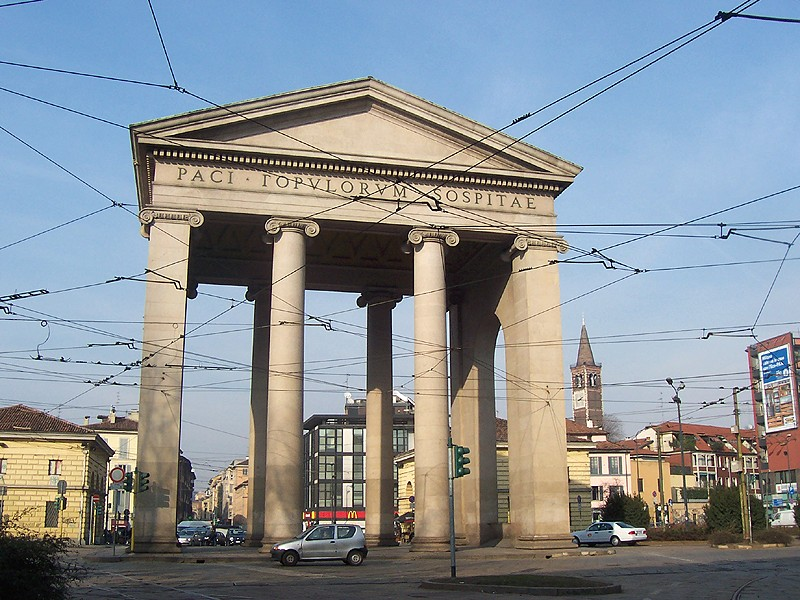
Porta Ticinese z początku XIX wieku

Corso di Porta Ticinese – jedna z najstarszych ulic Mediolanu, na której znajdują się dwie bramy: XII-wieczna i neoklasycystyczna Porta Ticinese.
Corso di Porta Ticinese usytuowana jest pomiędzy kościołami San Lorenzo i Sant' Eustorgio. Można nią dojść do Via Torino i dalej do katedry (Duomo). Przy ulicy znajdują się liczne restauracje, kawiarnie i sklepy przeznaczone głównie dla turystów odwiedzających tę zabytkową część miasta.
W XVI wieku przy ulicy mieszkał i miał swój warsztat malarski Leonardo da Vinci.

## Zabytki
Na Corso di Porta Ticinese znajduje się średniowieczna, XII-wieczna brama zbudowana po zniszczeniach dokonanych przez Fryderyka I Barbarossę. Jest pozostałością po murach obronnych Porta Nuova. Obecnie brama odzwierciedla prace wykonane przez Camilla Boito w latach 1861-1865, który oddzielił zachowane struktury bramy i uzupełnił braki według własnej koncepcji. Początkowo starożytna brama była wyjściem z miasta na ścianie Corso di Porta Ticinese, będącej częścią nieistniejącej miejskiej fortyfikacji stworzonej przez Azzone Viscontiego w XIV wieku. Ta część miasta był przeznaczona dla mieszkańców trudniących się rzemiosłem, dla ich zakładów, co widoczne jest do dzisiaj w wąskich budynkach przylegających do ulicy i w wewnętrznych dziedzińcach.
Dalej w stronę Pavia znajduje się kolejna brama pochodząca z neoklasycystycznego okresu Mediolanu. Została ona zaprojektowana i wybudowana przez Luigiego Cagnolę. Początkowo miała być częścią większego projektu architektonicznego. Jego pomysł obejmował rozebrany już bastion i plac skierowany w stronę wsi San Gottardo, gdzie miano zbudować budynki leżące po obu stronach bramy symetrycznie do drogi. Projekt został rozpoczęty w 1801 roku, uświęcając zwycięstwo Napoleona Bonaparte w bitwie pod Marengo w 1800 roku i przybycie Francuzów do miasta. Budowa została wstrzymana w 1814 roku, po ukończeniu bramy i dwóch rogatek. Budynek został zbudowany z różowego granitu z Baveno w stylu doryckim. Masywne filary i kolumny są dziś przykładem mediolańskiego stylu architektury neoklasycystycznej.